# Personaj nejucabil
Un personaj nejucabil (abreviat NPC) este orice personaj dintr-un joc care nu este condus de un jucător. Termenul își are originea în jocurile de rol tradiționale de masă, unde se aplică personajelor conduse de maestrul jocului sau de arbitru, în loc de a fi conduse de un alt jucător. În jocurile video, aceasta reprezintă de obicei un personaj condus de computer (în loc de jucător) care are un set prestabilit de comportamente care pot avea un anumit impact asupra jocului, dar nu este neapărat inteligent.

## Jocuri de rol
Într-un joc de rol tradițional de masă, cum ar fi Dungeons & Dragons, un NPC este un personaj interpretat de maestrul jocului. Dacă personajele jucătorilor formează protagoniștii narațiunii, personajele nejucabile pot fi considerate drept personaje secundare sau „figuranții” unei narațiuni de rol. Personajele nejucabile populează lumea fictivă a jocului și pot îndeplini orice rol care nu este ocupat de un personaj jucător (PC). Personajele care nu sunt jucate pot fi aliați, spectatori sau concurenți ai PC-urilor. NPC-urile pot fi, de asemenea, comercianți care comercializează valută pentru lucruri precum echipamente. NPC-urile variază astfel în ceea ce privește nivelul de detaliu. Unele pot fi doar o scurtă descriere („Vedeți un om într-un colț al crâșmei”), în timp ce altele pot avea statistici complete despre joc și povești de fundal proprii.
Există unele dezbateri cu privire la cât de mult ar trebui să depună un jucător în statisticile unui NPC important; unii jucători preferă să aibă fiecare NPC complet definit cu statistici, abilități și echipament, în timp ce alții definesc doar ceea ce este imediat necesar și completează restul, pe măsură ce jocul continuă. Există, de asemenea, unele discuții cu privire la cât de importante sunt NPC-urile într-un joc RPG, dar există un consens general că cu cât sunt mai „reale” NPC-urile, cu atât jucătorii vor avea mai multă distracție interacționând cu ele.

### Jucabilitate
În unele jocuri și în anumite circumstanțe, un jucător care nu are un personaj propriu de jucător poate prelua temporar conducerea unui NPC. Motivele pentru acest lucru variază, dar apar adesea de la faptul că jucătorul nu menține un PC în cadrul grupului și joacă NPC-ul pentru o sesiune sau de faptul că PC-ul jucătorului nu poate acționa o perioadă de timp (de exemplu, pentru că sunt răniți sau în altă locație) . Deși aceste personaje sunt încă proiectate și conduse în mod normal de maestrul de joc, atunci când jucătorilor li se oferă posibilitatea de a conduce temporar aceste personaje nejucabile, le oferă o altă perspectivă asupra complotului jocului. Unele sisteme, precum Nobilis⁠(d), încurajează acest lucru în regulile lor.

### Dependenții
Multe sisteme de jocuri au reguli pentru personajele care susțin aliați pozitivi sub forma adepților NPC. Personajele pot ajuta uneori la proiectarea, recrutarea sau dezvoltarea NPC-urilor.
În jocul Champions (și jocurile care folosesc sistemul Hero), un personaj poate avea un DNPC sau „personaj dependent de nejucabil”. Acesta este un personaj condus de GM, dar pentru care personajul jucătorului este responsabil într-un fel și care poate fi pus în pericol de alegerile PC-ului.

## Jocuri video
Termenul de personaj nejucabil este folosit și în jocurile video pentru a descrie entități care nu sunt conduse direct de un jucător. Personajul nu este ostil față de jucători; personajele ostile sunt denumite inamici, gloate sau târâtoare. În jocurile video, NPC-ul este uneori extins ca „personaj non-playable” sau „non-player class”. 
Comportamentul NPC în jocurile pe computer este de obicei descris printr-un script și automat, declanșat de anumite acțiuni sau dialog cu personajele jucătorului. În anumite jocuri cu mai mulți jucători (Neverwinter Nights și Vampire: seria Masquerade, de exemplu), un jucător care acționează ca GM poate „poseda” atât personaje jucabile, cât și nejucabile, efectuându-și acțiunile pentru a promova povestea. Jocurile mai complexe, precum Neverwinter Nights, menționate mai sus, permit jucătorului să personalizeze comportamentul NPC-urilor modificându-le scripturile implicite sau creând altele complet noi.
În unele jocuri online, cum ar fi MMORPG- urile, NPC-urile pot fi în întregime fără scripturi și sunt în esență caractere regulate, conduse de angajații companiei care au făcut jocul. Acești „nejucători” se disting adesea de personajele jucătorilor prin aspectul avatarului sau altă denumire vizuală și servesc adesea ca suport în joc pentru noii jucători. În alte cazuri, aceste NPC-uri „live” sunt actori virtuali, jucând personaje obișnuite care conduc o poveste continuă (ca în Myst Online: Uru Live⁠(d)).
În RPG-urile timpurii, mai puțin avansate, NPC-urile aveau doar un monolog. Codul direcționează apariția unei casete de dialog, a unui text plutitor, a scenei cutscene⁠(d) sau a altor mijloace de afișare a discursului sau reacției NPC-urilor la jucător. Discursurile NPC de acest gen sunt deseori concepute pentru a oferi o impresie instantanee despre caracterul vorbitorului, oferind personajelor informații, dar pot, de asemenea, să avanseze povestea sau să lumineze lumea din jurul jocului. Similar cu aceasta este cea mai comună formă de dialog de povestire, fără ramificare, în care mijloacele de afișare a vorbirii NPC sunt aceleași ca mai sus, dar personajul jucător sau avatarul răspunde sau inițiază vorbirea cu NPC-uri. În plus față de scopurile enumerate mai sus, acest lucru permite dezvoltarea personajului jucătorului.
RPG-urile mai avansate au dialog interactiv sau dialog ramificat (arbori de dialog).  Un exemplu bun sunt jocurile produse de Black Isle Studios și White Wolf, Inc⁠(d) .; fiecare dintre jocurile lor joacă roluri cu alegeri multiple. Când vorbește cu un NPC, jucătorul este prezentat cu o listă de opțiuni de dialog și poate alege între ele. Fiecare alegere poate avea ca rezultat un răspuns diferit de NPC. Aceste alegeri pot afecta cursul jocului, precum și conversația. Cel puțin, ele oferă un punct de referință pentru relația jucătorului cu lumea jocului.
Ultima⁠(d) este un exemplu de serie de jocuri care a avansat de la starea neramificată (Ultima III⁠(d) și anterioare) la dialog cu ramificare (de la Ultima IV⁠(d) și mai departe). Alte jocuri de rol cu dialoguri ramificate includ Cosmic Soldier, Megami Tensei⁠(d), Fire Emblem, Metal Max, Langrisser⁠(d), SaGa⁠(d), Ogre Battle, Chrono, Star Ocean⁠(d), Sakura Wars, Mass Effect, Dragon Age, Radiant Historia⁠(d) și mai multe Dragon Quest⁠(d) și Jocuri Final Fantasy.
Anumite genuri de jocuri video se învârt aproape în întregime în jurul interacțiunilor cu personaje nejucabile, inclusiv romane vizuale precum Ace Attorney și sim-uri de întâlnire precum Tokimeki Memorial, de obicei cu dialoguri complexe de ramificare și prezentând adesea posibilele răspunsuri ale jucătorului cuvânt cu cuvânt ca jucător personaj le-ar spune. Jocurile care se învârt în jurul construirii de relații, inclusiv romane vizuale, sim-uri de întâlnire, cum ar fi Tokimeki Memorial și unele jocuri de rol, cum ar fi Shin Megami Tensei: Persona⁠(d), oferă adesea alegeri care au un număr diferit de „puncte de dispoziție” asociate, care influențează un jucător relația personajului și conversațiile viitoare cu un personaj care nu este condus de un jucător. Aceste jocuri prezintă adesea un ciclu zi-noapte cu un sistem de planificare a timpului care oferă context și relevanță pentru interacțiunile dintre personaje, permițând jucătorilor să aleagă când și dacă, vor să interacționeze cu anumite personaje, ceea ce la rândul lor influențează răspunsurile lor în timpul conversațiilor ulterioare. 

## Folosit ca o insultă
Pe Internet, NPC este adesea folosit ca o insultă pentru a sugera că unii oameni sunt incapabili să-și formeze gânduri sau opinii proprii. Astfel de oameni sunt adesea caracterizați ca fiind asemănători cu NPC Wojak⁠(d), care este un meme de internet cu față gri, fără expresie.  